# Кота, Костак
Костак Кота (алб. Kostaq Kota; 1889, Корча, Османская империя — 1949, тюрьма Буррели, Народная Социалистическая Республика Албания) — албанский политический, государственный и общественный деятель. 17-й и 20-й Премьер-министр Албанского королевства в 1928—1930 и 1936—1939 годах.

## Биография
Родился в православной семье торговца на юге Албании. В молодости учительствовал. Затем изучал медицину в университете Афин, позже политологию в университетах Италии.
В 1913 году начал работать чиновником в Корче, а вскоре после этого — главным секретарём министерства образования Албании под руководством Исмаила Кемали.
В 1920 году принял участие в съезде в Люшне, на котором был одобрен конституционный акт о полной независимости Албании.
С 1921 по 1923 год был префектом префектуры Берат, мэром г. Корча. В 1924 году был назначен министром общественных работ, позже — заместителем министра образования. В январе 1925 года назначен на пост министра образования Албании.
В 1924 году впервые был избран депутатом албанского парламента. В 1925—1928 и 1930—1936 годах — Председатель Сената (палаты депутатов) парламента Албании.
В 1928—1930 годах занимал пост министра внутренних дел Албанского королевства.
Премьер-министр Албанского королевства в 1928—1930 и 1936—1939 годах. Занимал про-итальянскую правую позицию. В течение своего первого срока премьерства, Кота представил первый свод административных законов, базировавшийся на Кодексе Наполеона. Ушёл в отставку после Итальянского вторжения в Албанию. В 1941 году был членом кабинета Мустафы Мерлика-Круя.
Во время Второй мировой войны был связан с монархическим движением за законность (Lëvizja Legalitetit). В 1944 году бежал в Грецию вместе с королём Зогу, где в декабре был схвачен партизанами-коммунистами и передан властям Албании.
После политического процесса в марте 1945 года Костак Кота Специальным судом Албании был приговорён к пожизненному заключению. Умер от пыток в тюрьме Буррели.